# Liste der Kulturdenkmale in Eckersbach (Zwickau)
Die Liste der Kulturdenkmale in Eckersbach (Zwickau) enthält die in der amtlichen Denkmalliste des Landesamtes für Denkmalpflege Sachsen ausgewiesenen Kulturdenkmale im Zwickauer Ortsteil Eckersbach.

## Legende
- Bild: Bild des Kulturdenkmals, ggf. zusätzlich mit einem Link zu weiteren Fotos des Kulturdenkmals im Medienarchiv Wikimedia Commons. Wenn man auf das Kamerasymbol klickt, können Fotos zu Kulturdenkmalen aus dieser Liste hochgeladen werden:
- Bezeichnung: Denkmalgeschützte Objekte und ggf. Bauwerksname des Kulturdenkmals
- Lage: Straßenname und Hausnummer oder Flurstücknummer des Kulturdenkmals. Die Grundsortierung der Liste erfolgt nach dieser Adresse. Der Link (Karte) führt zu verschiedenen Kartendiensten mit der Position des Kulturdenkmals. Fehlt dieser Link, wurden die Koordinaten noch nicht eingetragen. Sind diese bekannt, können sie über ein Tool mit einer Kartenansicht einfach nachgetragen werden. In dieser Kartenansicht sind Kulturdenkmale ohne Koordinaten mit einem roten bzw. orangen Marker dargestellt und können durch Verschieben auf die richtige Position in der Karte mit Koordinaten versehen werden. Kulturdenkmale ohne Bild sind an einem blauen bzw. roten Marker erkennbar.
- Datierung: Baubeginn, Fertigstellung, Datum der Erstnennung oder grobe zeitliche Einordnung entsprechend des Eintrags in der sächsischen Denkmaldatenbank
- Beschreibung: Kurzcharakteristik des Kulturdenkmals entsprechend des Eintrags in der sächsischen Denkmaldatenbank, ggf. ergänzt durch die dort nur selten veröffentlichten Erfassungstexte oder zusätzliche Informationen
- ID: Vom Landesamt für Denkmalpflege Sachsen vergebene, das Kulturdenkmal eindeutig identifizierende Objekt-Nummer. Der Link führt zum PDF-Denkmaldokument des Landesamtes für Denkmalpflege Sachsen. Bei ehemaligen Kulturdenkmalen können die Objektnummern unbekannt sein und deshalb fehlen bzw. die Links von aus der Datenbank entfernten Objektnummern ins Leere führen. Ein ggf. vorhandenes Icon  führt zu den Angaben des Kulturdenkmals bei Wikidata.

## Eckersbach Siedlung
| Bild                                    | Bezeichnung | Lage                                                                                                 | Datierung        | Beschreibung | ID       |
| --------------------------------------- | --- | --- | ---------------- | --- | -------- |
| Direkt Bild zu diesem Denkmal hochladen | Wohnhaus mit Stützmauer und Einfriedung | Amseltal 55 (Karte)                                                                                  | Um 1930          | Putzbau mit Fassadenplastik in sehr gutem Originalzustand von baugeschichtlichem und städtebaulichem Wert | 09231392 |
| Direkt Bild zu diesem Denkmal hochladen | Wohnhaus in offener Bebauung mit seitlicher Stützmauer | Erlmühlenstraße 8 (Karte)                                                                            | 1888             | Zeittypischer Klinkerbau in sehr gutem Originalzustand von baugeschichtlichem Wert | 09300031 |
| Direkt Bild zu diesem Denkmal hochladen | Sachgesamtheit Siedlung, bestehend aus 17 Doppelwohnhäusern mit Verbindungsbauten und einem Einfamilienhaus sowie vorgelagerten Grünflächen (alle Sachgesamtheitsteile) | Mülsener Straße 13; 15; 17; 19; 21; 23; 25; 27; 29; 31; 33; 35; Paul-Flemming-Straße 1; 3; 5 (Karte) | 1921–1922        | Häuserzeilen von sozialgeschichtlicher und städtebaulicher Bedeutung. 1. Baubeschreibung und Baugeschichte: Die Bergarbeitersiedlung Eckersbach wurde 1921/1922 in zwei Bauabschnitten gebaut. Bauherr und Besitzer war die Stadt Zwickau, die hierdurch für wohnungssuchende Bergarbeiter kostengünstigen Wohnraum schuf. Nach Entwurf des Stadtbauamtes und einem Anpassungsprojekt des Beton- und Eisenbetonbau-Unternehmens Paul Kossel & Cie. wurden insgesamt 18 Gebäude errichtet, wovon 15 Häuser in die Denkmalliste der Stadt Zwickau als Teile der Sachgesamtheit „Bergarbeitersiedlung Zwickau-Eckersbach“ aufgenommen wurden. Es entstanden drei Haustypen, wovon nur ein Gebäude dem Haustyp II, einem Zweifamilienhaus (Mülsener Str. 35), entspricht. Haustyp I und III sind jeweils Vierfamilienhäuser, die sich in ihrem äußeren Erscheinungsbild nur durch ihre Abmessungen unterschieden. Zu den zweigeschossigen Putzbauten, die durch Walmdächer mit Biberschwanzdeckung abgeschlossen wurden, gehörten jeweils zwei eingeschossige Nebengebäude, ursprünglich Stallgebäude, die mit den Stallungen des Nachbarhauses verbunden wurden, so dass immer aus drei Wohnhäusern bestehende Hausgruppen entstanden. Diese Hausgruppen bilden eine einheitliche Häuserzeile entlang der Mülsener Straße und der zur Bauzeit in ihrem Verlauf veränderten Paul-Flemming-Straße (heutige Bezeichnung). Eine weitere Dreierhausgruppe folgt an der Mülsener Straße hinter der Einbiegung der Paul-Flemming-Straße (keine Kulturdenkmale). Die nachfolgenden Haustyp-Beschreibungen orientieren sich am ursprünglichen Erscheinungsbild der Siedlung, welches sich anhand der vorhandenen Bauakten und historischer Fotografien ableiten lässt. Haustyp I (Mülsener Str. 27, 29, 31, 35, Paul Fleming-Str. 1–5): Zweigeschossige Putzbauten, Straßenseite sechs Fensterachsen, Walmdach ursprünglich mit drei Fledermausluken straßenseitig und einem kleinen Dachhecht gartenseitig, Biberschwanzdeckung, Gartenseite mit mittigem Hauseingang und Treppenhausfenster, beiderseits des Eingangs gekoppelte Fenster unterschiedlicher Größe, umlaufendes Gurtgesims, Nebengebäude mit jeweils zwei Türen, mit den Nebengebäuden der Nachbarhäuser giebelseitig verbunden. Im Inneren der Wohnhäuser zweizügige Anlage mit zwei Wohnungen pro Etage, jeweils Vierraumwohnungen mit 63,51 m², im Keller befanden sich je eine Waschküche sowie die Kellerräume für die Wohnungen, im DG Bodenkammern und der Trockenboden. Zu jeder Wohnung gehörte ein Keller, ein Stall, eine Bodenkammer. Die Wohnungen bestanden aus einem Vorplatz von dem der Abort und die Speisekammer abgeteilt waren. An den Vorplatz (Flur) schlossen drei Zimmer und eine große Wohnküche an. Es ist anzunehmen, dass ursprünglich nur die Wohnküche und die Wohnstube beheizbar waren. Aufgehendes Mauerwerk aus Ziegeln mit Hohlraum, der zur Wärmedämmung mit Schlacke gefüllt wurde. Vom Bauplan abweichend, verzichtete man offensichtlich auf Klappläden und einen Durchgang zum Garten zwischen den Ställen. Haustyp II (Mülsener Str. 33): Zweigeschossiger Putzbau über annähernd quadratischem Grundriss, abgeschlossen durch ein mit Biberschwänzen gedecktes Zeltdach mit ursprünglich jeweils einer Fledermausluke straßen- und hofseitig, beiderseits des Hauses jeweils ein eingeschossiges Nebengebäude mit jeweils einem Stall, straßenseitig weist das Gebäude drei Fensterachsen auf, der Hauseingang befindet sich seitlich an der Hofseite. Die Fassaden wurden durch ein umlaufendes Gurtgesims gegliedert. Das Haus ist voll unterkellert. Dort befanden sich zwei Kellerräume und eine Waschküche. Die zwei Dreiraumwohnungen mit jeweils 58,04 m² wurden übereinander angeordnet. Die Anordnung der Zimmer sowie ihre Beheizbarkeit entspricht dem Haustyp I, lediglich der Vorplatz (Flur) ist kleiner, weil das Treppenhaus vollständig im Hausgrundriss untergebracht werden musste. Die im Bauplan enthaltenen Klappläden wurden offensichtlich nicht angebracht. Haustyp III (Mülsener Str. 13–25): Zweigeschossiger Putzbau über rechteckigem Grundriss, Straßenfassade vier Fensterachsen ohne Fensterläden, Gartenfassade mit mittig angeordnetem Hauseingang und Treppenhausfenster wie Haustyp I, beiderseits Dreierfenstergruppe mit Fenstern unterschiedlicher Größe, Walmdach mit Biberschwanzdeckung mit ursprünglich kleinem mittig angeordnetem Dachhecht gartenseitig und zwei Fledermausluken straßenseitig, umlaufendes Gurtgesims, beiderseits eingeschossige Stallanbauten mit jeweils zwei Türen wie bei Haustyp I. Das Haus ist voll unterkellert mit ursprünglich vier Kellern und zwei Waschhäusern. In jeder Etage befinden sich identische Zweiraumwohnungen (insgesamt vier Wohnungen). Der Vorplatz ist reduziert, dafür scheinen diese Wohnungen über ein kleines Badezimmer verfügt zu haben. Offensichtlich war es möglich, im Gegensatz zu Haustyp I, alle Räume zu beheizen. Wie bei den anderen Haustypen behielt man die großzügigen Wohnküchen von 16,34 m² bei. Die Umfassungswände der Häuser dieses Typs bestanden aus Leichtbeton (Mischung aus Kies, Bimmskies, Hochofenschlacke, Steinkohlenschlacke und Zement) mit Armierung. In das Mauerwerk wurden Hohlräume als Wärmedämmung durch Einstampfen von senkrechten Holzkästen eingefügt. Anmerkung: Die Gebäude wurden im Laufe der Zeit in ihrem äußeren Erscheinungsbild, auch durch Baumaßnahmen in ihrem Inneren, vereinfacht. So wurden die Dachhechte und Fledermausluken durch Dachliegefenster, die einheitliche Dachdeckung durch verschiedene Dachziegel unterschiedlicher Färbung ersetzt, teilweise die Gurtgesimse entfernt und die Fenstergliederung vereinfacht,. Das äußere Erscheinungsbild hat dadurch gelitten. Trotzdem vermittelt die Siedlung heute noch das Bild einer einheitlich gestalteten Anlage, weil die Baukörper, weitgehend die Fassadenfarbe, die Dachformen sowie die Binnengliederung der Fassaden (das Wand-Öffnungsverhältnis) beibehalten wurde. | 09231536 |
| Direkt Bild zu diesem Denkmal hochladen | Häusleranwesen (ohne Scheunenanbau) | Scheffelstraße 11 (Karte)                                                                            | 1789 Dendro      | Landschaftstypisches Fachwerkhaus von baugeschichtlichem, stadtentwicklungsgeschichtlichem und städtebaulichem Wert | 09301974 |
| Direkt Bild zu diesem Denkmal hochladen | Häusleranwesen mit Schuppen, Garten und Einfriedung | Trillerstraße 60 (Karte)                                                                             | 1731/1732 Dendro | Original erhaltenes Fachwerkhaus von ortsgeschichtlicher und baugeschichtlicher Bedeutung. Häuslerhaus: zweigeschossig, rechteckiger Grundriss, Fachwerk-Obergeschoss, einriegelig, strebenreich, gezapfte Holzverbindungen, Satteldach mit Aufschieblingen, Giebeldreieck verbrettert, im Jahr 2005 saniert, u. a. Anbau im rechten Winkel, zweigeschossig mit Fachwerk in gleicher Konstruktion wie der Altbau Schuppen: eingeschossig, Satteldach, Fachwerkkonstruktion. | 09231290 |
| Direkt Bild zu diesem Denkmal hochladen | Ehemaliges Beamtenwohnhaus der Brauerei Beuchelt (ehemalige Aktienbrauerei Zwickau, später Sächsische Union-Brauerei)                                                   | Uferstraße 2 (Karte)                                                                                 | 1899             | Letzter baulicher Rest der inzwischen abgebrochenen Brauerei, von bau- und stadtgeschichtlicher Bedeutung | 09231602 |